# Xã hội nguyên thủy

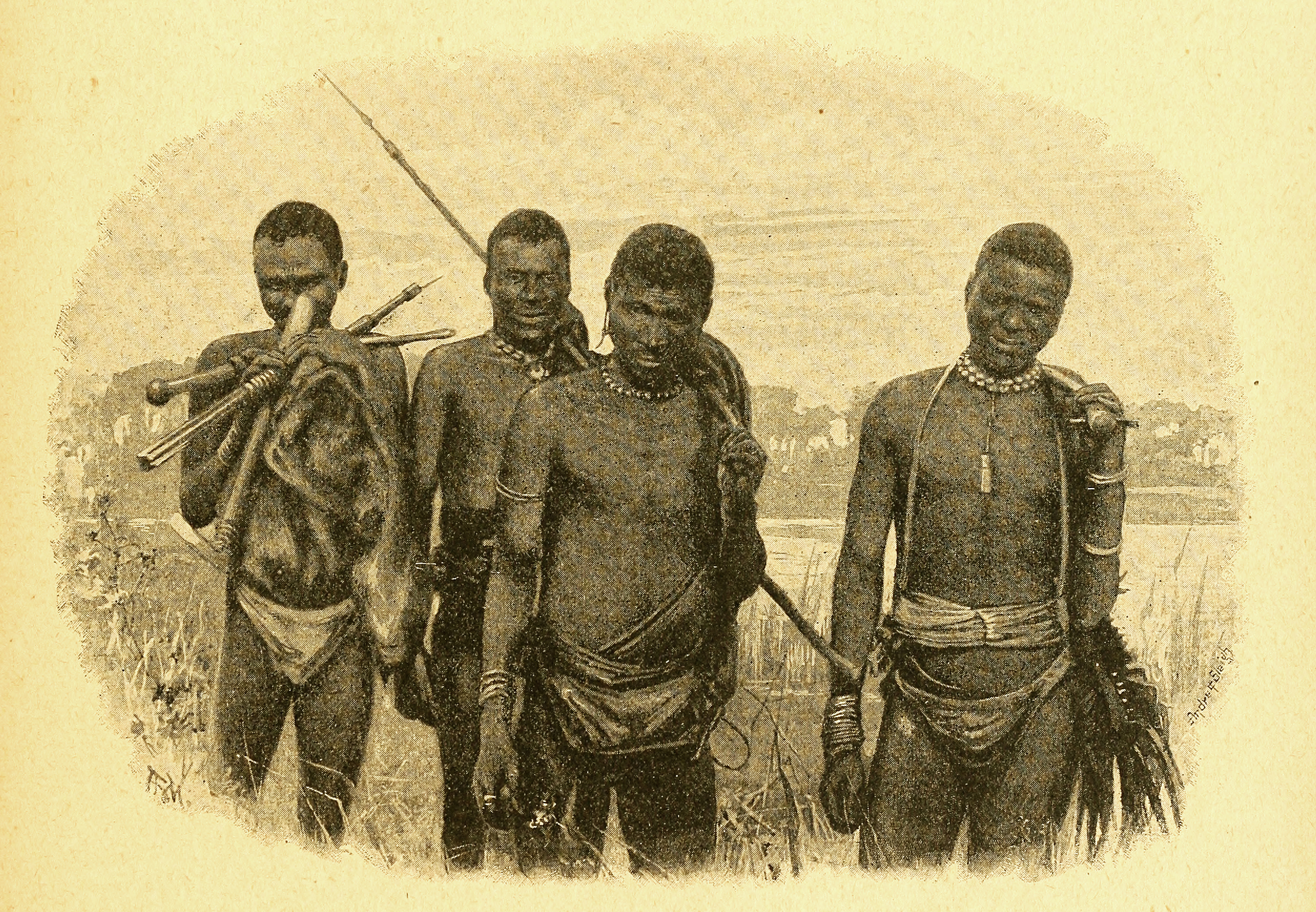
Người San ở hoang mạc Kalahari, (ảnh năm 1892)

Xã hội nguyên thủy (hay còn gọi là công xã thị tộc) là giai đoạn đầu tiên và dài nhất trong lịch sử phát triển của loài người, từ khi có con người xuất hiện trên Trái Đất đến khi xã hội nguyên thủy chuyển đổi thành xã hội giai cấp và xuất hiện chế độ nhà nước.
Xã hội nguyên thủy phát triển kế thừa lối sống xã hội bầy đàn của linh trưởng tổ tiên, và thể hiện gần gũi nhất hiện có hai loài là tinh tinh và bonobo ở châu Phi. Xã hội nguyên thủy cũng kết thúc khác nhau ở các vùng và dân tộc khác nhau. Nhiều dân tộc ở châu Phi, châu Á và Nam Mỹ đã có lối sống không thay đổi trong chục nghìn năm qua, và họ được coi là bảo tàng sống của loài người về thời nguyên thủy, như người Hadza, San  (Châu Phi), Sentinel (Châu Á), Vanuatu (Châu Đại Dương)...

## Thị tộc và bộ lạc
Người tinh khôn với số lượng nhất định, kế thừa lối sống linh trưởng tổ tiên, đã tổ chức thành thị tộc là những nhóm người gồm vài chục gia đình, có quan hệ gần gũi với nhau, thậm chí do cùng một bà mẹ đẻ ra (hay gọi là có quan hệ huyết thống với nhau), sống quây quần cùng làm chung ăn chung.
Người tinh khôn có khả năng ăn tạp, ban đầu sống dựa theo hái lượm cây trái và săn bắt các con thú. Bên cạnh kỹ năng tự kiếm ăn, họ đã biết hợp sức nhau săn đuổi, tức là dùng số đông người bao vây lấy bầy động vật, dồn cho chúng lao xuống vực, sau đó mới ném đá, phóng lao xuống cho chúng chết hẳn. Vì vậy, những công việc như thế, luôn đòi hỏi sự phối hợp ăn ý với nhau.
Theo mô tả trong sách giáo khoa tại Việt Nam thì trong nội bộ thị tộc, người ta không phân biệt đâu là của anh và đâu là của tôi. Nói cách khác, trong thị tộc không có sở hữu tư nhân, nhưng có sở hữu của thị tộc. Tuy nhiên, là một động vật xã hội thì trong thị tộc có sự phân chia đẳng cấp nhất định. Sự phân chia này xác định nhiệm vụ của cá thể trong các hoạt động có tổ chức khi săn bắt hoặc tranh chấp lãnh thổ. Tại các thị tộc khác nhau thì quan hệ quyền lực của đẳng cấp với nhau là khác nhau, giống như các dân tộc hiện đại đang có những tập quán khác nhau.
Mỗi thị tộc chiếm cứ một khu vực xác định, tức lãnh thổ của thị tộc. Sự phát triển không đều của các thị tộc, gồm có hoặc phát triển lên và phân chia ra các thị tộc mới, hoặc tàn lụi do bệnh tật hay tai biến, cùng với xâm lấn lãnh thổ của thị tộc khác, dẫn đến lãnh thổ có thể thay đổi. Áp lực dân số từ các thị tộc phát triển hơn, dẫn đến các biên giới lãnh thổ thay đổi theo định hướng nhất định, tạo ra hiện tượng gọi là Các dòng di cư sớm thời tiền sử.

Người Vanuatu tạo lửa, 2005

Người San hiện tại

## Buổi đầu của thời đại kim khí
Việc phát hiện ra kim loại để làm công cụ lao động có ý nghĩa hết sức to lớn. Trước kia con người chỉ biết sử dụng đá để làm công cụ. Cho tới khoảng 4000 năm TCN, con người đã phát hiện ra đồng kim loại. Đồng kim loại rất mềm, nên chủ yếu dùng làm đồ trang sức. Sau đó họ biết pha đồng với thiếc và chì cho đồng cứng hơn, gọi là đồng thau. Từ đó, người ta đã đúc ra được các loại rìu, cuốc, thương giáo, lao, mũi tên, trống đồng,v.v... Khoảng 3000 năm trước đây, cư dân ở Tây Á và Nam Âu là những người đầu tiên biết đúc và dùng đồ sắt để làm lưỡi cày, cuốc, liềm, kiếm, dao găm, v.v.
Nhờ có công cụ kim khí, con người có thể khai phá thêm đất hoang, tăng năng suất lao động, sản phẩm làm ra ngày càng nhiều, không chỉ đủ ăn mà còn có của dư thừa.

## Xã hội nguyên thủy kết thúc
Do có công cụ lao động mới, tức sự xuất hiện các công cụ kim loại, một số người có khả năng lao động giỏi hơn, tạo ra nhiều của cải hơn đến nỗi dư thừa, hoặc lợi dụng vị trí hay uy tín của mình để chiếm đoạt một phần của cải dư thừa của người khác và trở nên giàu có, còn một số người khác lại khổ cực thiếu thốn.
Chế độ "làm chung, ăn chung, hưởng chung" ở thời kì công xã thị tộc bị phá vỡ. Xã hội nguyên thủy dẫn tan rã, nhường chỗ cho xã hội có giai cấp.